# Systembolaget
Systembolaget (Systemet eller Bolaget) er en svensk, statsejet butikskæde, som har monopol på detailsalg af spiritus, vin, øl og andre drikke med mere end 3,5% alkohol. Systembolaget er verdens største importør af alkohol. Kæden består af 410 butikker og 552 forhandlere over hele Sverige.

## Historie
Verdens første alkoholmonopol blev skabt i 1850, hvor nogle landmænd i Dalarna indførte et system, hvor fortjenesten fra salg af alkohol tilfaldt lokalsamfundet i stedet for privatkapitalister. De såkaldte länsbolag, som de grundlagde, satte en stopper for den omfattende private produktion og salg af brændevin.
Over hele landet etableredes lignende systemer, som i 1955 blev sluttet sammen i Detaljhandelsbolaget för rusdryck, der senere skiftede navn til det mere mundrette Systembolaget.
Lægen Ivan Bratt fandt et alternativ til alkoholforbud. Han fik fra 1914 indført motboken (= modbogen), som alle voksne måtte søge om, hvis de ville købe ind hos Systembolaget. Pga. rapporter fra politi, præster og lærere var mange under mistanke for at misbruge alkohol. I Stockholm alene blev 8-10.000 personer udelukket fra at få modbog. Gifte kvinder kunne ingen få, da man mente, deres mand derved disponerede over en dobbelt kvote. Ugifte kvinder kunne kun få modbog efter særlig streng kontrol. I 1930 havde 64 % af voksne svenske mænd en modbog mod syv % af de voksne kvinder. Systemet diskriminerede også de fattige, for man måtte have en vis indtægt for at få modbog, og skyldte man skat, blev modbogen inddraget.

## Butikkerne
I henhold til svensk lovgivning sælger Systembolaget hverken alkohol til personer under 20 år eller berusede.
Alle varer sælges separat; der må ikke gøres forskel på dem. Der findes derfor ikke øl på køl, da alle øl i så fald skulle være på køl. Der findes hverken tilbud eller rabatter ved storkøb, som det kendes fra supermarkedet. Selv om tilbud er forbudt, tænker den enkelte butiksbestyrer stadig på, hvordan butikken kan sælge mere: Øl er placeret bagest i butikken, så kunderne fristes af andre varer – selv om den politiske begrundelse for Systembolaget er at begrænse alkoholindtaget.
Systembolaget markedsfører aldrig enkelte produkter – kun sig selv og sine tjenester. Den eneste reklame for enkeltprodukter er reklamer på svenske satellitkanaler sendt fra udlandet.
Systembolaget har korte åbningstider. Søn- og helligdage er Systembolaget altid lukket. Nogle lokale produkter sælges i et geografisk begrænset område. Til gengæld kan mange produkter fra Systembolagets internetsortiment bestilles til en af Systembolagets butikker i hele Sverige.

## Prissætning
Systembolaget er verdens største forhandler af alkoholiske drikke og har således et kæmpe udvalg. Særligt sydsvenskere tager ofte til bl.a. Danmark og Tyskland for at købe billigere øl og spiritus, mens danskere, tyskere og franskmænd tager til Sverige for at købe dyre vine til priser, der er langt lavere end derhjemme. Det skyldes Systembolagets storkøbsfordele på verdensmarkedet, den svenske afgift baseret på mængden af alkohol og Systembolaget faste avance på 17 %.

## Kontroverser
I efteråret 2003 kom det frem, at 77 butiksbestyrere var mistænkt for at tage imod bestikkelse fra leverandører. 33 af dem blev dømt i korruptionssagen, der var en af Sveriges største retssager.
Under Göran Perssons regeringstid blev Systembolaget kritiseret for at beholde Perssons hustru Anitra Steen som adm. direktør.
En afgørelse fra EF-domstolen fastslog i juni 2007, at det daværende svenske forbud mod privates indkøb af alkoholiske drikke via postordre er i modstrid med EU's regler om fri bevægelighed for varer og tjenesteydelser mellem EU's medlemslande. Afgørelsen tog ikke stilling til den svenske stats tildeling af monopol på alkoholbutikker til Systembolaget.